# نيكولاس جريمال
نيكولاس كريستوف جريمال (بالفرنسية: Nicolas Grimal)‏ (ولد في 13 نوفمبر 1948 في ليبورن) عالم مصريات فرنسي.

## سيرة حياته
ولد نيكولاس جريمال لأبيه بيير جريمال عام 1948.بعد اجتيازه امتحان (بالفرنسية: Agrégation)‏ الكلاسيكيات عام 1971، حصل على درجة الدكتوراه عام 1976 ودكتوراة الدولة عام 1984. عمل أستاذاً في جامعة السوربون من عام 1988 إلى عام 2000.
رأس المعهد الفرنسي للآثار الشرقية في القاهرة من عام 1989 إلى 1999. ومنذ عام 1990، كان المدير العلمي للمركز الفرنسي المصري لدراسة معابد الكرنك. شغل كرسي علم المصريات في كوليج دو فرانس منذ عام 2000.

## مناصبه
- جائزة غاستون ماسبيرو (1987)
- جائزة ديان بوتير-بوز (1989)
- وسام قائد من أوسمة السعفات الأكاديمية
- وسام ضابط من أوسمة الاستحقاق الوطني
- وسام فارس من جوقة الشرف
- عضو في أكادمية النقوش والآداب (2006).
- عضو في أكاديمية علوم ما وراء البحار (بالفرنسية: Académie des sciences d'outre-mer)‏ (2016).
- زميل أجنبي المعهد الألماني للآثار، برلين (1995).
- عضو المجمع العلمي المصري (1994).
- زميل أجنبي في الأكاديمية النمساوية للعلوم، فيينا (2007).

## مؤلفاته
- Histoire de l'Égypte ancienne, Fayard, Paris, 1988, (ردمك 2-213-02191-0) (English: A History of Ancient Egypt, Blackwell, 1992, (ردمك 0631174729))
- Leçon inaugurale, faite le mardi 10 mars 2000, Collège de France, Chaire de civilisation pharaonique, archéologie, philologie, histoire, Collège de France, Paris, 2000
- Leçon inaugurale, faite le mardi 24 octobre 2000, Collège de France, Paris, 2000.